# Nothocnide discolor
Nothocnide discolor är en nässelväxtart som först beskrevs av Charles Budd Robinson, och fick sitt nu gällande namn av Chew. Nothocnide discolor ingår i släktet Nothocnide och familjen nässelväxter. Inga underarter finns listade i Catalogue of Life.